# Greuth (Tarvis)

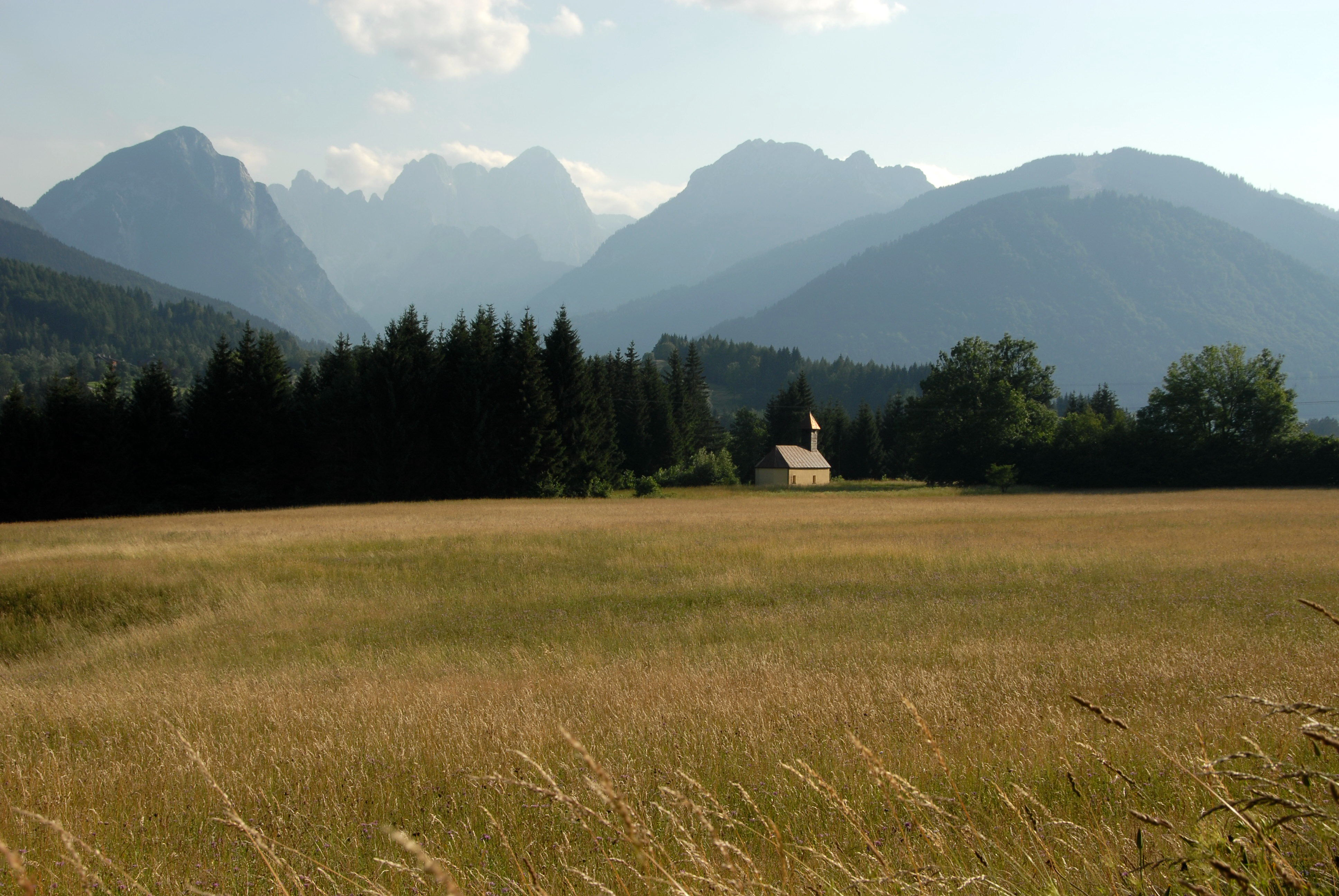
Oltreacqua-San Antonio mit der imposanten Bergwelt der westlichen Julier im Hintergrund

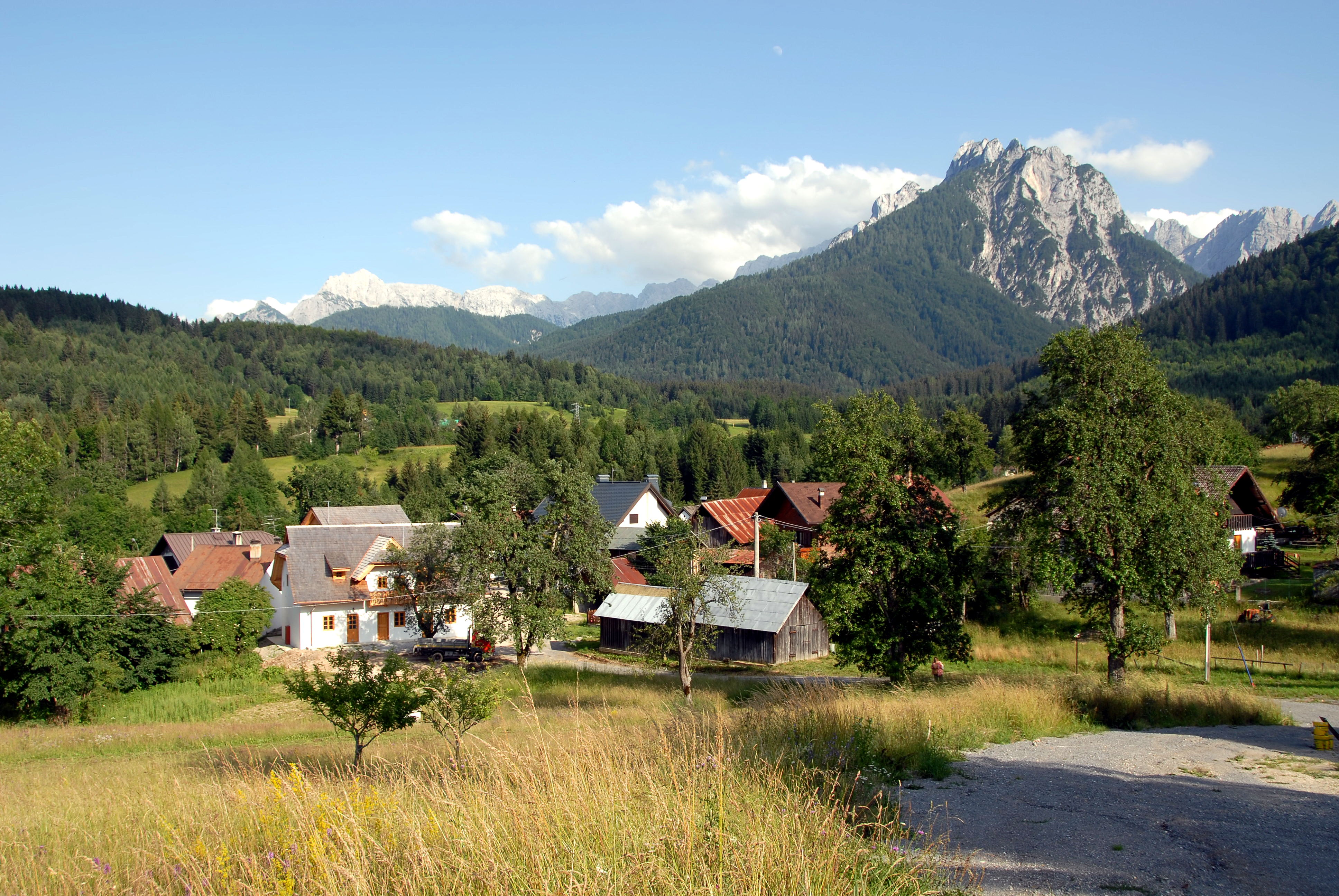
Rutte Piccolo (Klein Greuth)

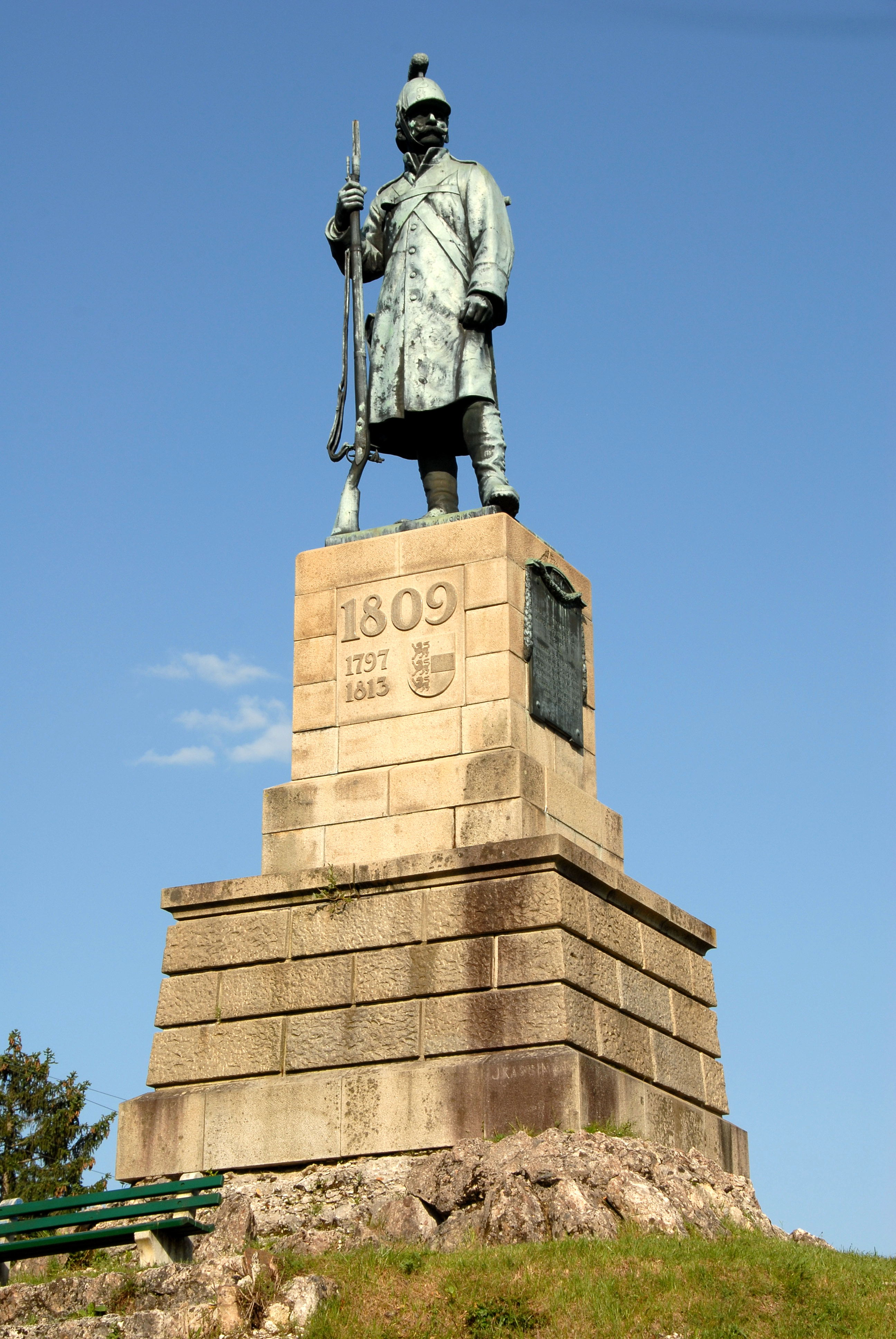
Kriegsdenkmal in Boscoverde zu Ehren der Gefallenen auf Kärntner Boden in den Napoleonkriegen 1797, 1809 und 1813

Greuth (italienisch Rutte, slowenisch Rute) ist eine Fraktion von Tarvis in Friaul-Julisch Venetien, im Kanaltal.

## Geschichte
Das Gebiet wurde um die Mitte des 15. Jahrhunderts von überwiegend bayrischen Kolonisten gerodet.
Die Bewohner lebten hier vom Ertrag des Bodens, den sie intensiv bewirtschafteten. Sie züchteten überwiegend Rinder und ihre gut gemästeten Ochsen zogen in den schneereichen Wintern um 1900 oft mit sechs und mehr Paaren den schweren hölzernen Pflug von Tarvis nach Pontafel, um den Verkehr auf der „Pontebbana“ zu ermöglichen.
In diesem Gebiet, östlich von Tarvis, fanden die Schlachten Napoleons mit den Österreichern statt. Das Denkmal am Kogel von Boscoverde (Grünwald) erinnert an die Gefallenen der Gefechte der Jahre 1797, 1809 und 1813 mit den Franzosen in ganz Kärnten.
1965 gab es hier den Stauanlagenunfall der Rutte-Talsperre.

## Ortsteile

### Oltreacqua-San Antonio (Überwasser)
In Oltreacqua steht eine kleine Kirche, die vom Bischof von Schönborn gestiftet und dem Heiligen Anton gewidmet ist.

### Rutte Piccolo (Klein Greuth)
Obwohl nur einen Steinwurf von Tarvisio entfernt, ist das Bergbauerndorf vom Verkehrs- und Siedlungschaos im Tal völlig unberührt geblieben.

### Ortigara (Nesseltal)
Das Nesseltal ist ein beschauliches, grünes Gebirgstal, durchzogen von Bächen und gesäumt von waldigen Höhen. Ein paar Gehöfte sind über das fruchtbare Tal mit den breiten Wiesenhängen verstreut.

### Boscoverde (Grünwald)
Schon im Jahre 1872 wurde von Boscoverde (Grünwald) aus die erste Eisenbahnverbindung mit dem Savetal und Laibach hergestellt. Im Jahre 1877 folgte die Anbindung an Villach und 1879 an Italien (Pontafel).
Die Tarvisianer bauten ihren Hauptbahnhof gegenüber von Boscoverde. Um das Jahr 2000 wurde der alte Hauptbahnhof von Tarvisio (Tarvisio Centrale), gleichzeitig die Grenzstation, aus verkehrstechnischen Gründen aufgelassen, die gesamte Eisenbahntrasse in einem ungeheuren Kraftakt auf die andere Talseite verlegt. In Boscoverde wurde ein neuer, auch architektonisch vielbeachteter Bahnhof erbaut. Die Alpe-Adria Autobahn (Autostrada A23) unterfährt in drei Tunnels das gesamte Gebiet und hat auch hier die Auf- und Abfahrt der Stadt Tarvisio.

## Kanaltaler Kulturverein
Der 1979 gegründete Kanaltaler Kulturverein mit Sitz in Boscoverde (Grünwald) bemüht sich um die Erhaltung Altkärntner Traditionen und um die Pflege der deutschen Sprache (Sprachkurse, Herausgeben von Büchern). Der Verein hat die Kanaltaler Tracht wieder eingeführt.
Der Verein bemüht sich auch um die Beibehaltung des alten Namens Kanaltal/Val Canale; die Italiener wollten ihn durch „Tarvisiano“ ersetzen.
Erwähnt sei in dem Kontext, dass das Zusammenleben verschiedener Volksgruppen im Kanaltal nie zu gröberen Konflikten geführt hat.